# Karstadt (Bremen)

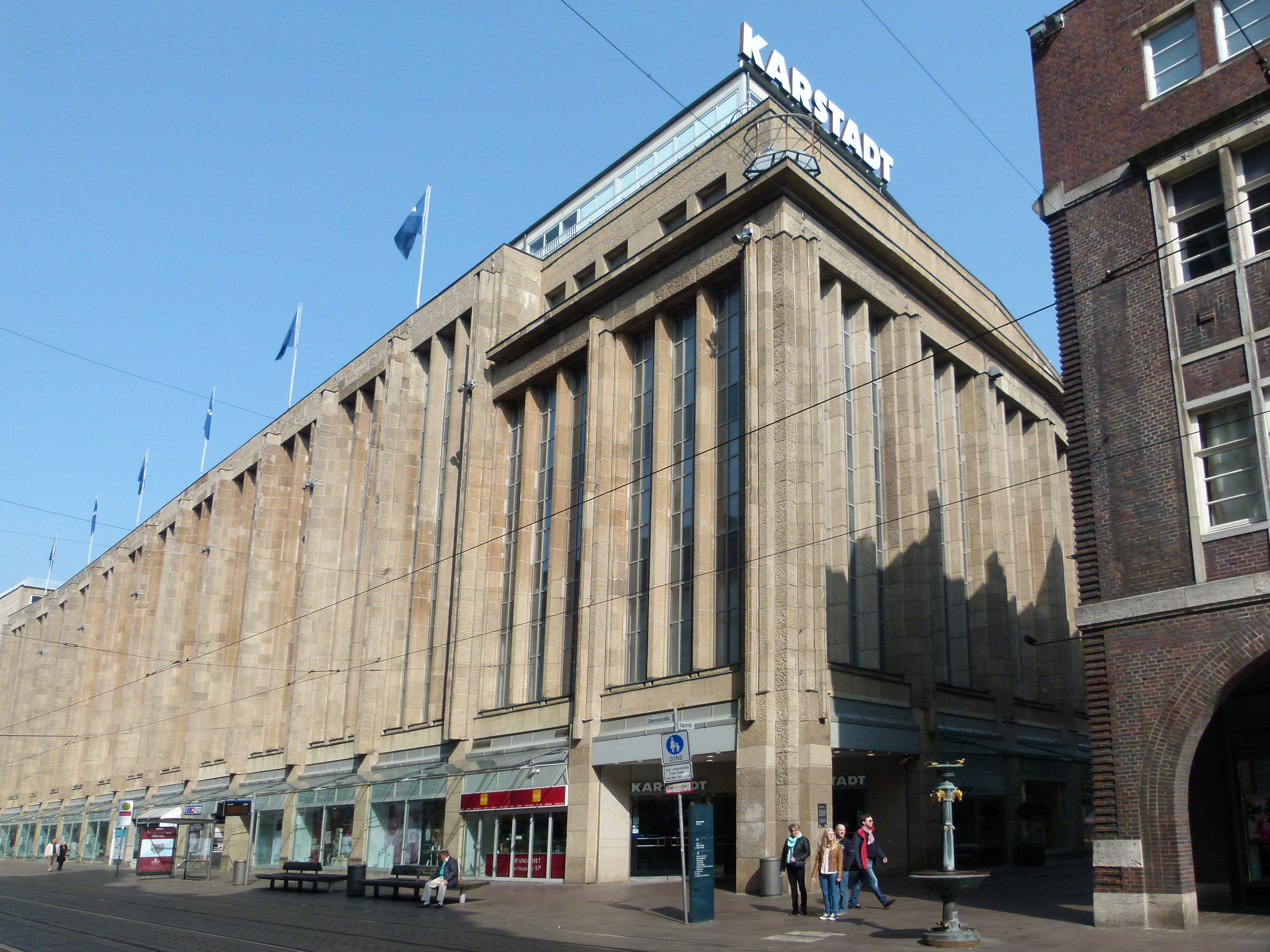
Denkmalgeschütztes Karstadt-Warenhaus in Bremen

Karstadt ist das größte Warenhaus in Bremen. Es hat seinen Standort an der Obernstraße Ecke Sögestraße in der Altstadt im Stadtteil Mitte.

## Baugeschichte
Das erste (alte) Gebäude der von Rudolph Karstadt 1881 gegründeten Rudolph Karstadt AG befand sich an der Ecke Sögestraße/Pelzerstraße. Die Filiale wurde 1902 eröffnet.
Von 1930 bis 1932 wurde das neue Gebäude an der Ecke Obernstraße/Sögestraße gebaut. Die Architekten waren das Bremer Büro Heinrich Wilhelm Behrens und Friedrich Neumark. Das Gebäude entstand nach Absprache mit der Karstadt-Bauabteilung unter Philipp Schaefer. Es wurde im Zweiten Weltkrieg 1944 ausgebombt und bis 1952 komplett wieder aufgebaut. 1965 erfolgte ein größerer Umbau mit der Schließung des Lichthofes und dem Einbau der vierläufigen Rolltreppen. Das Gebäude steht seit 2010 unter Denkmalschutz.
Eine Erweiterung in das Nachbargebäude erfolgte 1971: Als das Kaufhaus Horten nach Bremen kam, konnte Karstadt das angrenzende DeFaKa-Kaufhaus in der Obernstraße 27–33 erwerben. Die Fassade dieses Hauses ist mit braunen Metallelementen verkleidet.
Das alte Gebäude an der Ecke Sögestraße/Pelzerstraße wurde zu einem EPA-Warenhaus – und später Kepa-Kaufhaus im niedrigeren Preissegment. Es wurde im Krieg vollkommen zerstört. Nach der Schließung des Kepa-Kaufhauses wurde das Nachkriegsgebäude abgerissen und 1995 ein neues Karstadt Sporthaus (seit März 2008 Karstadt-Sports) gebaut. Planer war das Neusser Architektenbüro Ingenhoven & Ingenhoven.

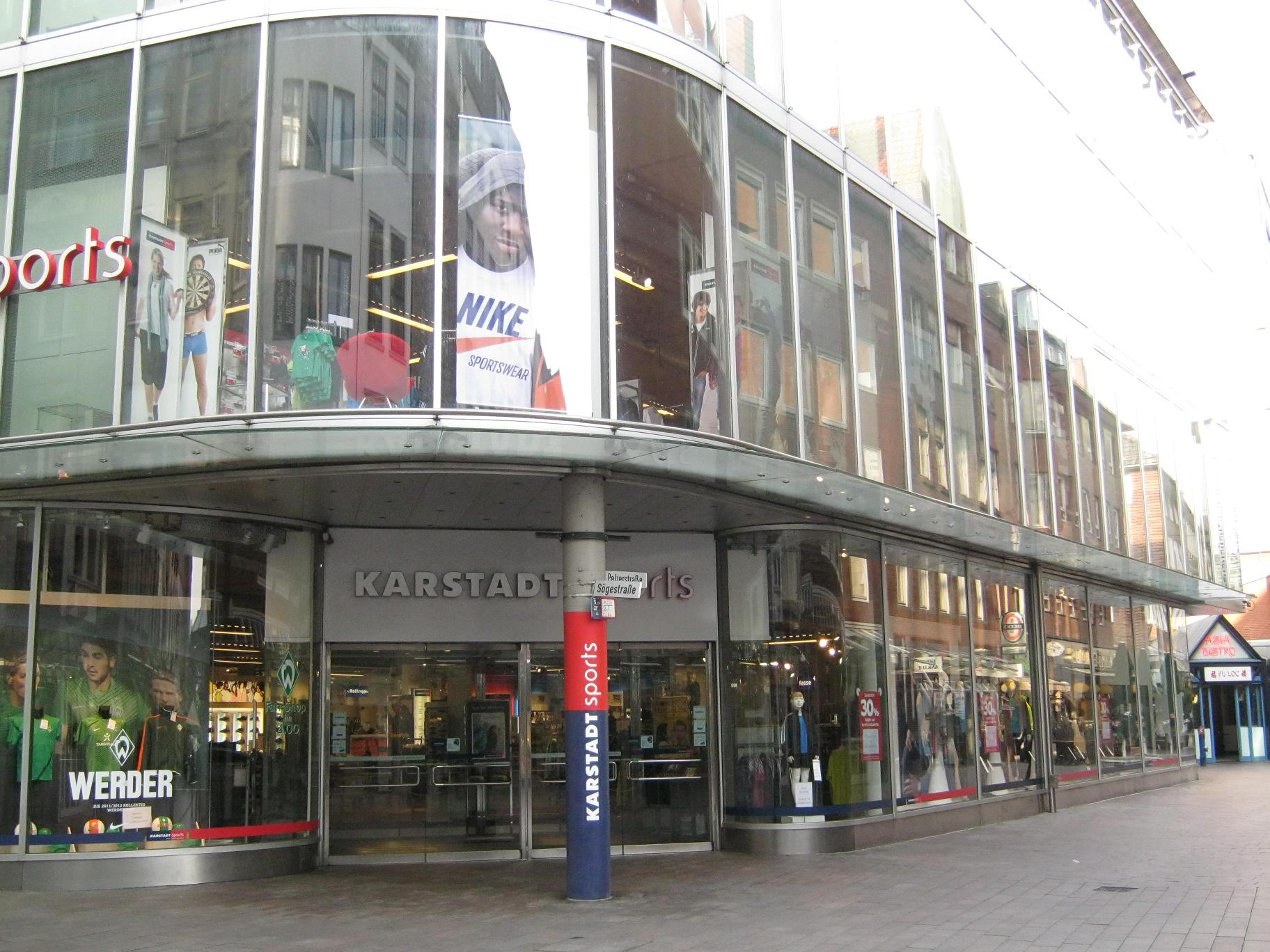
Karstadt Sports in der Sögestraße, Bremen
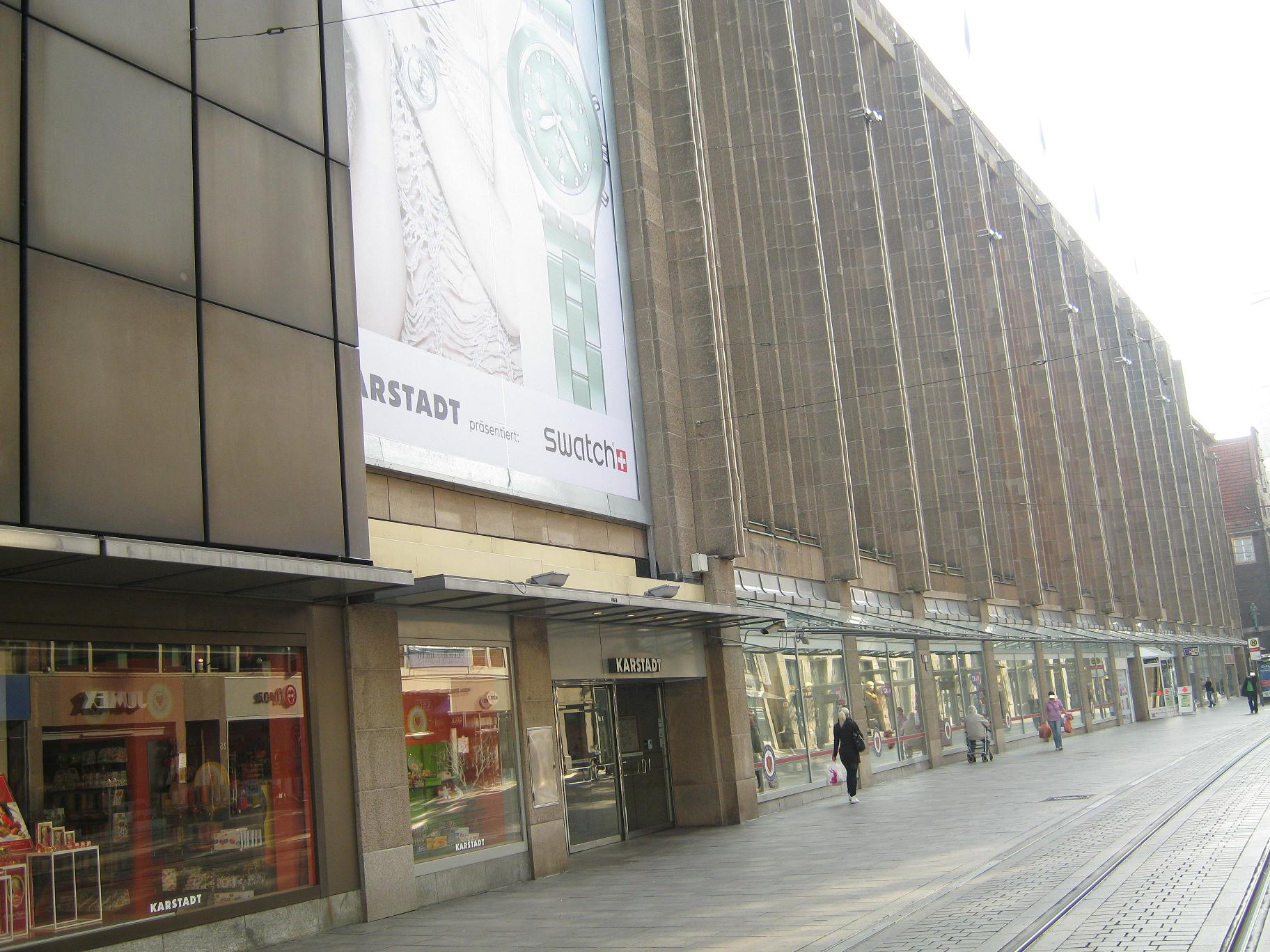
Karstadt in der Obernstraße, Bremen
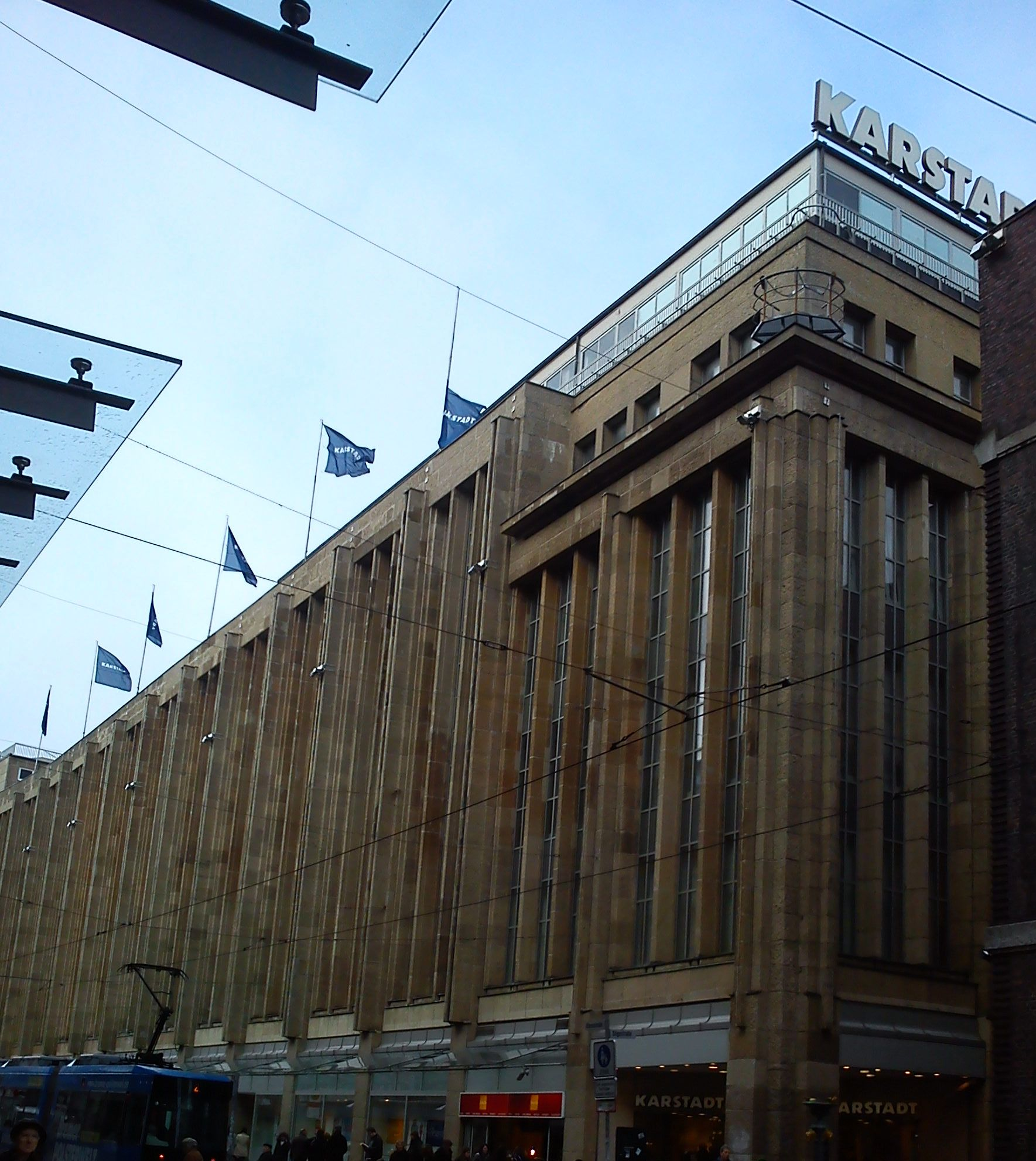
Karstadt an der Ecke Obernstraße/Sögestraße
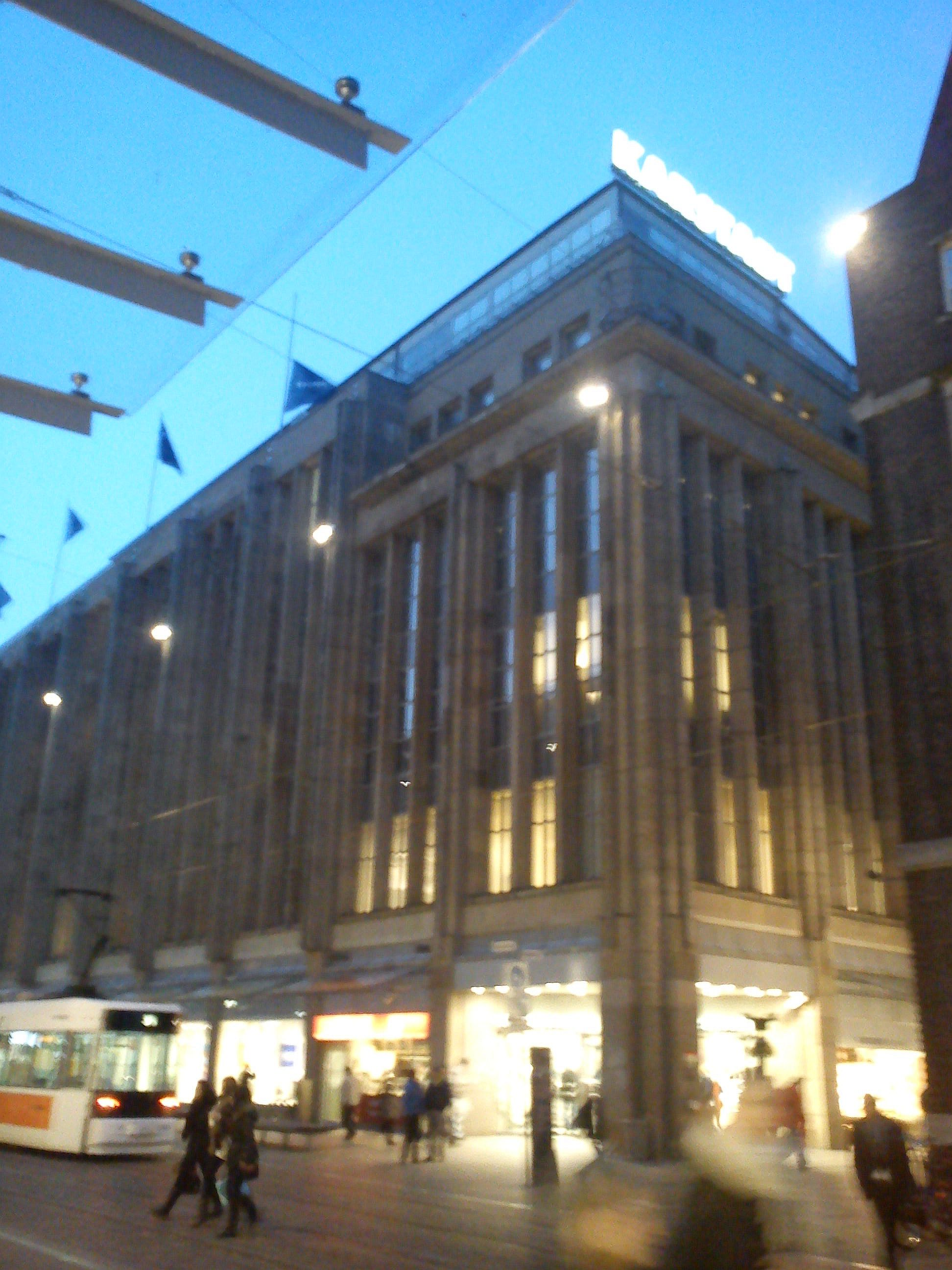
Karstadtgebäude an der Ecke Obernstraße/Sögestraße in abendlicher Beleuchtung

## Geschäftsentwicklung
Nach der Erweiterung war Karstadt in Bremen das größte Kaufhaus in Norddeutschland und im Warensortiment das viertgrößte Kaufhaus in Deutschland. Im Gebäude Obernstraße 5–33 befinden sich auf sieben Etagen rund 50.000 m²  (davon im denkmalgeschützten Teil etwas mehr als 30.000 m²) Verkaufsflächen. Im Untergeschoss befindet sich ein umfangreiches Lebensmittelangebot. Karstadt beteiligte sich in den 1980er Jahren an der Umgestaltung der Großen Hundestraße zur Lloyd-Passage.
Nach der Lockerung des Ladenschlussgesetzes in Deutschland seit 1996 wurden die Öffnungszeiten im Laufe der Jahre immer wieder angepasst, wobei sowohl das Einkaufsverhalten der Kunden als auch die Belange der Mitarbeiter berücksichtigt wurden. Die gegenwärtigen Öffnungszeiten sind von Montag bis Samstag jeweils von 9:30 bis 20 Uhr. Während der Stoßzeiten sind bis zu 150 Mitarbeiter in der Karstadtfiliale in Bremen tätig.
Karstadt ist Mitglied der Bremer partnerschaft umwelt unternehmen seit Mai 2003.
Im Februar 2014 wurde bekannt, dass das Gebäude an das Bremer Bauunternehmen Zech verkauft wurde.
Am 13. März 2023 wurde bekannt, dass Karstadt Bremen zum 31. Januar 2024 geschlossen wird, weil es keine Einigung gab mit der Gustav-Zech-Stiftung und dem angeschlagenen Konzern Galeria Karstadt Kaufhof.
Am 26.  Mai 2023 konnten sich die Gustav-Zech-Stiftung und Galeria Karstadt Kaufhof für den Erhalt der Bremer Filiale einigen. Karstadt wird seine Fläche auf etwas mehr als 30.000 m² im denkmalgeschützten Gebäudeteil verkleinern.